# Sellnickochthonius
Sellnickochthonius är ett släkte av kvalster. Sellnickochthonius ingår i familjen Brachychthoniidae.

## Dottertaxa tillSellnickochthonius, i alfabetisk ordning[1]
- Sellnickochthonius americanus
- Sellnickochthonius anonymus
- Sellnickochthonius aokii
- Sellnickochthonius borealis
- Sellnickochthonius comorensis
- Sellnickochthonius cricoides
- Sellnickochthonius danubialis
- Sellnickochthonius dolosus
- Sellnickochthonius elisabethae
- Sellnickochthonius elsosneadensis
- Sellnickochthonius foliatifer
- Sellnickochthonius foliatus
- Sellnickochthonius formosus
- Sellnickochthonius fuentesi
- Sellnickochthonius furcatus
- Sellnickochthonius gracilis
- Sellnickochthonius griseus
- Sellnickochthonius guanophilus
- Sellnickochthonius hanyensis
- Sellnickochthonius heterotrichus
- Sellnickochthonius honestus
- Sellnickochthonius immaculatus
- Sellnickochthonius jacoti
- Sellnickochthonius japonicus
- Sellnickochthonius lydiae
- Sellnickochthonius maroccanus
- Sellnickochthonius meridionalis
- Sellnickochthonius miyauchii
- Sellnickochthonius monticola
- Sellnickochthonius muara
- Sellnickochthonius niliacus
- Sellnickochthonius novazealandicus
- Sellnickochthonius oesziae
- Sellnickochthonius paraplanus
- Sellnickochthonius phyllophorus
- Sellnickochthonius planus
- Sellnickochthonius plumosus
- Sellnickochthonius rostratus
- Sellnickochthonius rotundatus
- Sellnickochthonius similis
- Sellnickochthonius suecicus
- Sellnickochthonius tropicus
- Sellnickochthonius variabilis
- Sellnickochthonius zelawaiensis